# Charinus brasilianus
Charinus brasilianus är en spindeldjursart som beskrevs av Peter Weygoldt 1972. Charinus brasilianus ingår i släktet Charinus och familjen Charinidae. Inga underarter finns listade i Catalogue of Life.